# Kościół karmelitów przy Whitefriar Street
Kościół karmelitów przy Whitefriar Street (ang. Whitefriar Street Carmelite Church; pełna nazwa: Church of Our Lady of Mount Carmel, Whitefriar Street – Kościół Najświętszej Maryi Panny z Góry Karmel przy Whitefriar Street; irl. Eaglais Shráid na mBráithre Bána) – rzymskokatolicki kościół parafialny położony w Dublinie przy 56, St. Aungier Street należący do irlandzkiej prowincji oo. karmelitów.

## Historia
Założony w roku 1279 kościół został likwidowany w okresie reformacji w 1539 roku. Wspólnota oo. karmelitów powróciła do Dublina w roku 1825, choć nie dokładnie na to miejsce, w którym istniał ich pierwotny klasztor.
W 1826 roku arcybiskup Dublina położył kamień węgielny pod budowę kościoła, który zaprojektował architekt George Papworth, również projektant prokatedry w Dublinie. Budowa kościoła zakończyła się w roku 1827, a 11 listopada tego samego roku miała miejsce jego konsekracja.
Działająca przy kościele wspólnota oo. karmelitów jest jedną z największych w ich irlandzkiej prowincji. Od października 1974 kościół karmelitów jest również kościołem parafialnym parafii Whitefriar Street w archidiecezji dublińskiej. Karmelici są także kapelanami w szpitalu Cork Street Hospital oraz prowadzą ośrodek pomocy społecznej Whitefriar Street Community Centre, który został oficjalnie otwarty w 1998 roku przez prezydent Irlandii Mary McAleese, aby służyć potrzebom lokalnej społeczności.

## Opis
Kościół Karmelitów jest jednym z największych w Dublinie. Znajdują się w nim jedne z najlepszych organów w Irlandii, zbudowane w 1983 roku przez zakład organmistrzowski Kenneth Jones Organs Limited. Przy kościele działa również chór, którym przez szereg lat kierował organista i muzyk Shane Brennan. Wejście główne do kościoła prowadzi od strony Aungier Street. Przy wejściu znajduje się wystawa poświęcona historii kościoła oraz sklep z pamiątkami i dewocjonaliami. W sąsiedztwie kościoła znajduje się kawiarnia i antykwariat. Wzdłuż chodnika pomiędzy kawiarnią a kościołem karmelici zorganizowali wystawę obrazującą historię ich zakonu i informująca o ich obecnej działalności misyjnej w Zimbabwe.
W kościele znajdują się relikwie św. Walentego, przekazane kościołowi w 1836 roku w darze przez papieża Grzegorza XVI. Pierwotnie szczątki świętego spoczywały na cmentarzu św. Hipolita w Rzymie. Obecnie są one złożone w relikwiarzu w północno-wschodnim narożniku kościoła. Nad relikwiarzem ustawiona jest statua św. Walentego. W przeciwieństwie do dwóch katedr, św. Patryka i Kościoła Chrystusowego, które są zwykle pełne turystów, kościół karmelitów jest odwiedzany przez wiernych z całego Dublina, którzy przychodzą tu codziennie i zapalają świeczki ku czci któregoś ze świętych, w tym św. Walentego – patrona zakochanych. Innym świętym, którego szczątki spoczywają w kościele karmelitańskim jest św. Albert z Trapani.

### Kaplica Najświętszej Maryi Panny z Dublina

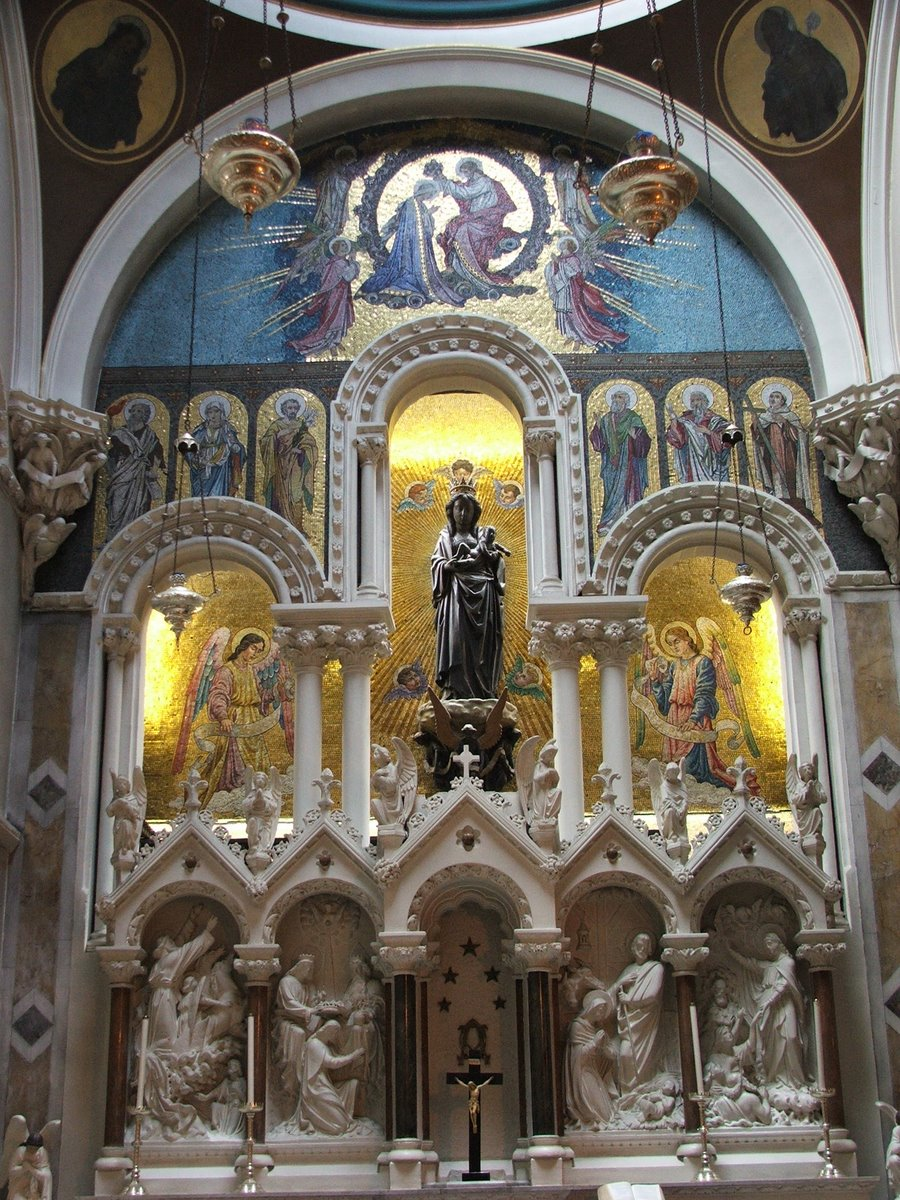
Kaplica NMP z Dublina

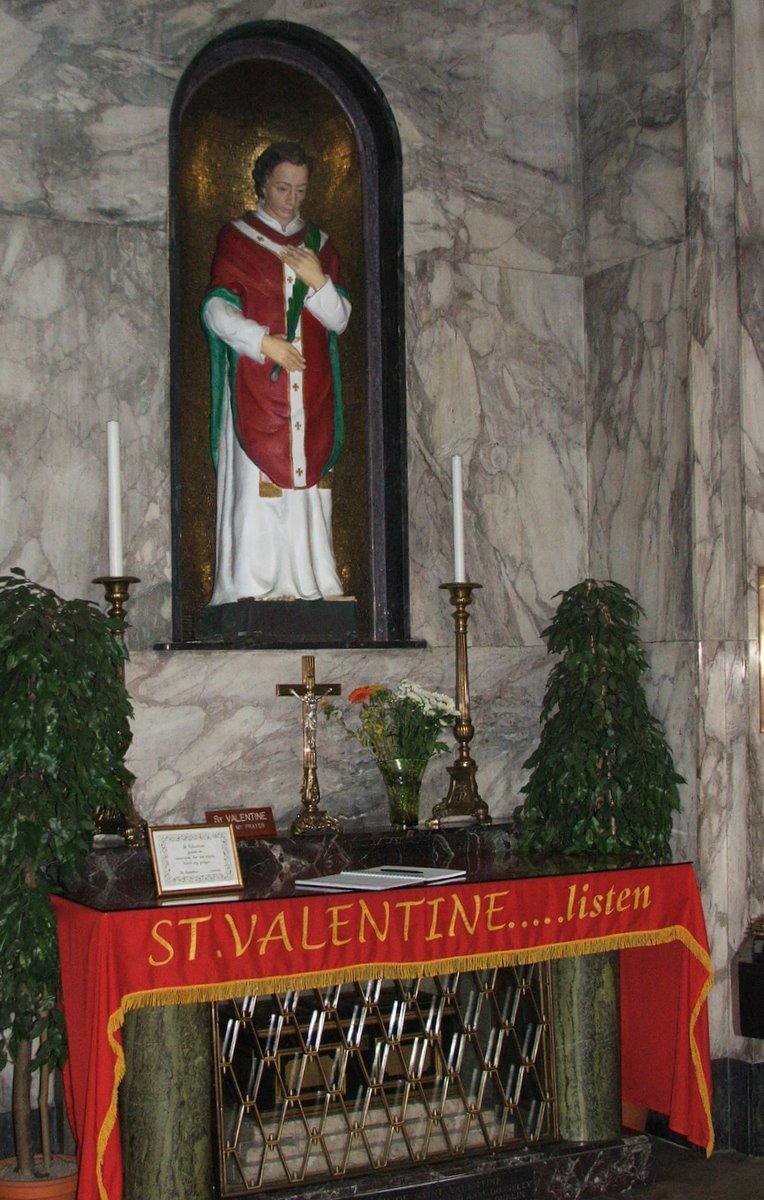
Relikwiarz św. Walentego

W kościele znajduje się kaplica (ołtarz) z figurą Najświętszej Maryi Panny z Dublina (Our Lady of Dublin), wykonana z flamandzkiego drewna dębowego na przełomie XV i XVI w., należąca przypuszczalnie do byłego opactwa cysterskiego Najświętszej Maryi Panny (St. Mary’s Abbey). Uważa się, że jest to jedyna drewniana figura tego typu, która uniknęła zniszczeń w okresie reformacji. Figura została odnaleziona w 1824 roku przez Johna Spratta i przekazana kościołowi. Uroczystość Najświętszej Maryi Panny z Dublina jest obchodzona 8 września, na który to dzień przypada również święto Narodzenia Najświętszej Maryi Panny.